# Spinnhaus

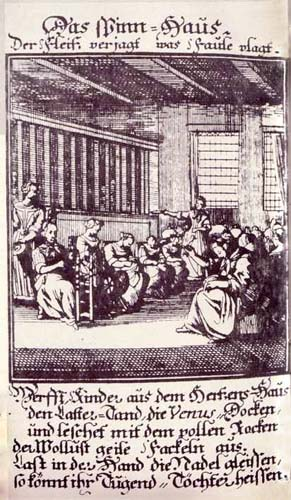
Abbildung eines Spinnhauses; aus Abraham a Santa Clara. Etwas für alle, Würzburg 1711. Die Inschrift lautet: „Der Fleiß verjagt, was Faule plagt. Werft Kinder aus dem Herzens-Haus, den Laster-Tand, die Venus Docken, und löschet mit dem vollen Rocken der Wollust geile Fackeln aus. Laßt in der Hand die Nadel gleißen, so könnt ihr Tugend-Töchter heissen.“

Als Spinnhaus wurden ab dem 16. Jahrhundert Strafanstalten bezeichnet, in denen in der Regel Frauen untergebracht wurden, die verarmt waren, bettelten oder die man beschuldigte, der Prostitution nachgegangen zu sein. Der Name bezieht sich auf die Tätigkeit des Spinnens, die die inhaftierten Frauen verrichten mussten. Die aufgezwungene Arbeit sollte der Disziplinierung dienen, da der hintergründige Zweck der Anstalten eher im Gedanken der Resozialisierung als der Bestrafung lag. Spinnhäuser gelten damit als der Beginn des modernen Strafvollzugs.
Das erste bekannte Spinnhaus als Anstalt nur für Frauen entstand 1597 in Amsterdam, nachdem dort zwei Jahre zuvor das erste Zuchthaus für Männer eingerichtet worden war. Das Spinhuis brachte man in dem ehemaligen St. Ursulakloster am Spinhuissteeg zwischen Oudezijds Achterburgwal und Kloveniersburgwal unter. Über dem Eingangsportal stand ein Spruch von Pieter Corneliszoon Hooft, der den Besserungsgedanken transportieren sollte: „Fürchte dich nicht. Ich räche nicht Böses, sondern zwinge zum Guten. Hart ist meine Hand, aber liebreich mein Gemüt.“
Im 17. Jahrhundert entstanden insbesondere in großen Städten eine Reihe von Spinnhäusern, unter anderem in Hamburg und Lübeck. Aus ihnen entwickelten sich in der Regel in den darauffolgenden Jahrzehnten die Gefängnisse.